# The Legend of Zorro
The Legend of Zorro is een Amerikaanse speelfilm uit 2005 onder regie van Martin Campbell. Het is een vervolg op de film The Mask of Zorro uit 1998.

## Verhaal
Na een belofte aan zijn vrouw, moet Zorro zijn geheime identiteit afzweren en een gewoon leven leiden als Don Alejandro de la Vega. Kort nadat hij Californië tot 31e staat van de Verenigde Staten gemaakt heeft, worden er echter plannen gesmeed waar alleen Zorro iets aan kan doen.

## Rolverdeling
- Antonio Banderas - Zorro/Alejandro
- Catherine Zeta-Jones - Elena
- Adrian Alonso - Joaquin
- Rufus Sewell - Armand
- Julio Oscar Mechoso - Frey Felipe
- Nick Chinlund - Jacob McGivens
- Alberto Reyes - Brother Ignacio
- Gustavo Sanchez-Parra - Cortez
- Giovanna Zacarías - Blanca
- Carlos Cobos - Tabulador
- Michael Emerson - Harrigan
- Shuler Hensley - Pike
- Pedro Armendáriz Jr. - Governor Riley

## Filmmuziek
De muziek van The Legend of Zorro werd gecomponeerd door James Horner.